# Kamoenai
Kamoenai (神恵内村, Kamoenai-mura) est un village du district de Furū, situé dans la sous-préfecture de Shiribeshi, sur l'île de Hokkaidō, au Japon.

## Géographie

### Situation
Le village de Kamoenai est situé dans l'ouest de la péninsule de Shakotan, au bord de la mer du Japon, sur l'île de Hokkaidō, au Japon.

### Démographie
Au 30 septembre 2015, la population de Kamoenai s'élevait à 932 habitants répartis sur une superficie de 147,80 km2.